# Täljövikens kursgård

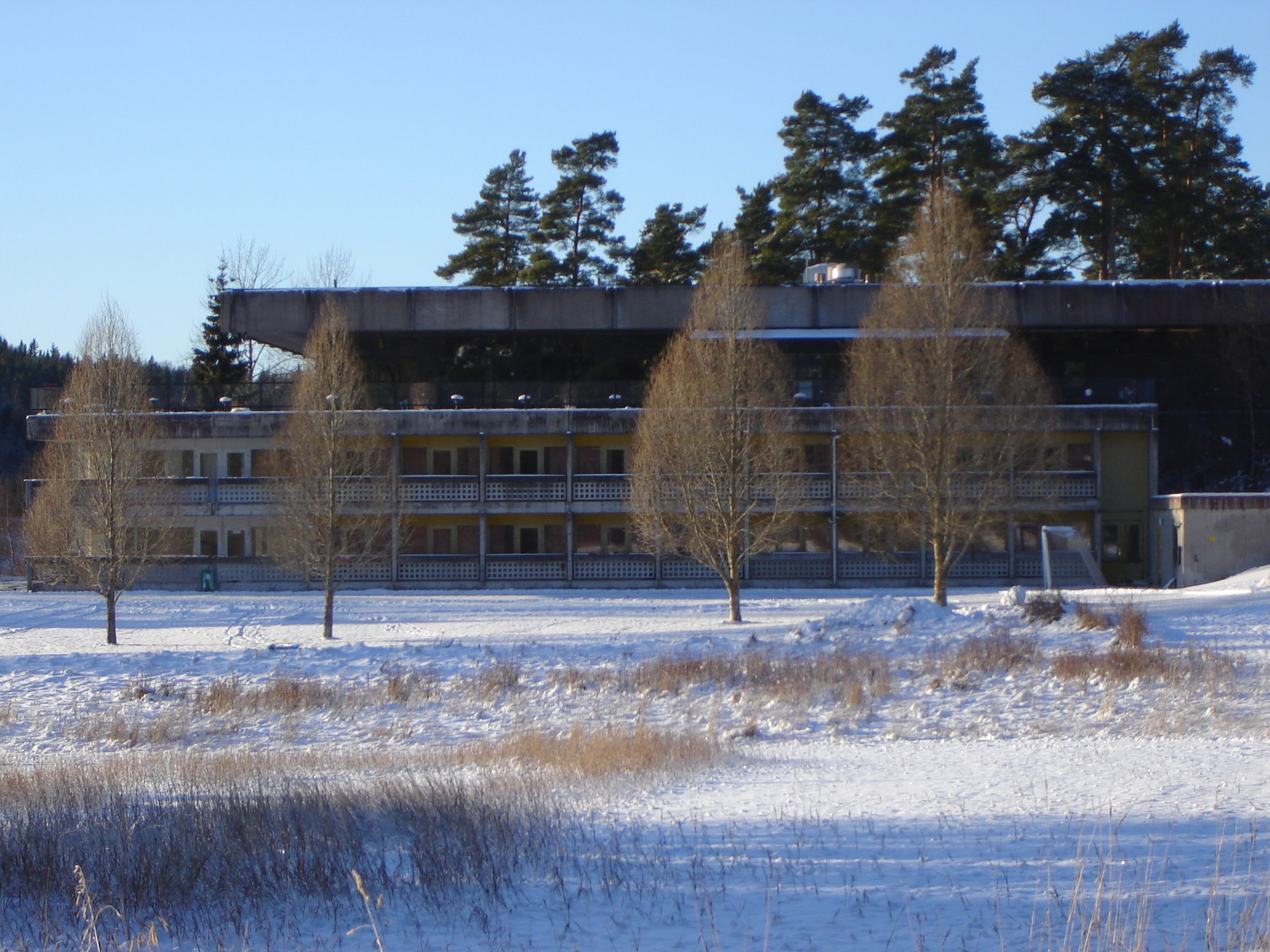
Täljövikens kursgård

Täljövikens kursgård är en byggnad i Åkersberga, Stockholms län. Den byggdes som ett modernistiskt LO-palats med 36 hotellrum men är idag (2015) öde.
Huset byggdes 1969 av Riksbyggen och BPA för styrelsen under LO-chefen Arne Geijers tid men användes sällan. Det inreddes av Kooperativa Förbundet med Svanenstolar i skinn av Arne Jacobsen, gyllene Bumlinglampor av Anders Pehrson och Karinfåtöljer av Bruno Mathsson. Det finns även swimmingpool och nattklubb. Efter misslyckade försök att på 1980-talet göra huset till en konferensanläggning har huset stått tomt. Huset beskrivs som ett av de mest framträdande exemplen på svensk betongbrutalism från 1970-talet.
Husets arkitekt Peter Diebitsch var utbildad i Karlsruhe. Han kom till Sverige och arbetade under Henning Orlando på Riksbyggen. Diebitsch var senare med och byggde skyskrapor i Warszawa.